# Schweißbarkeit

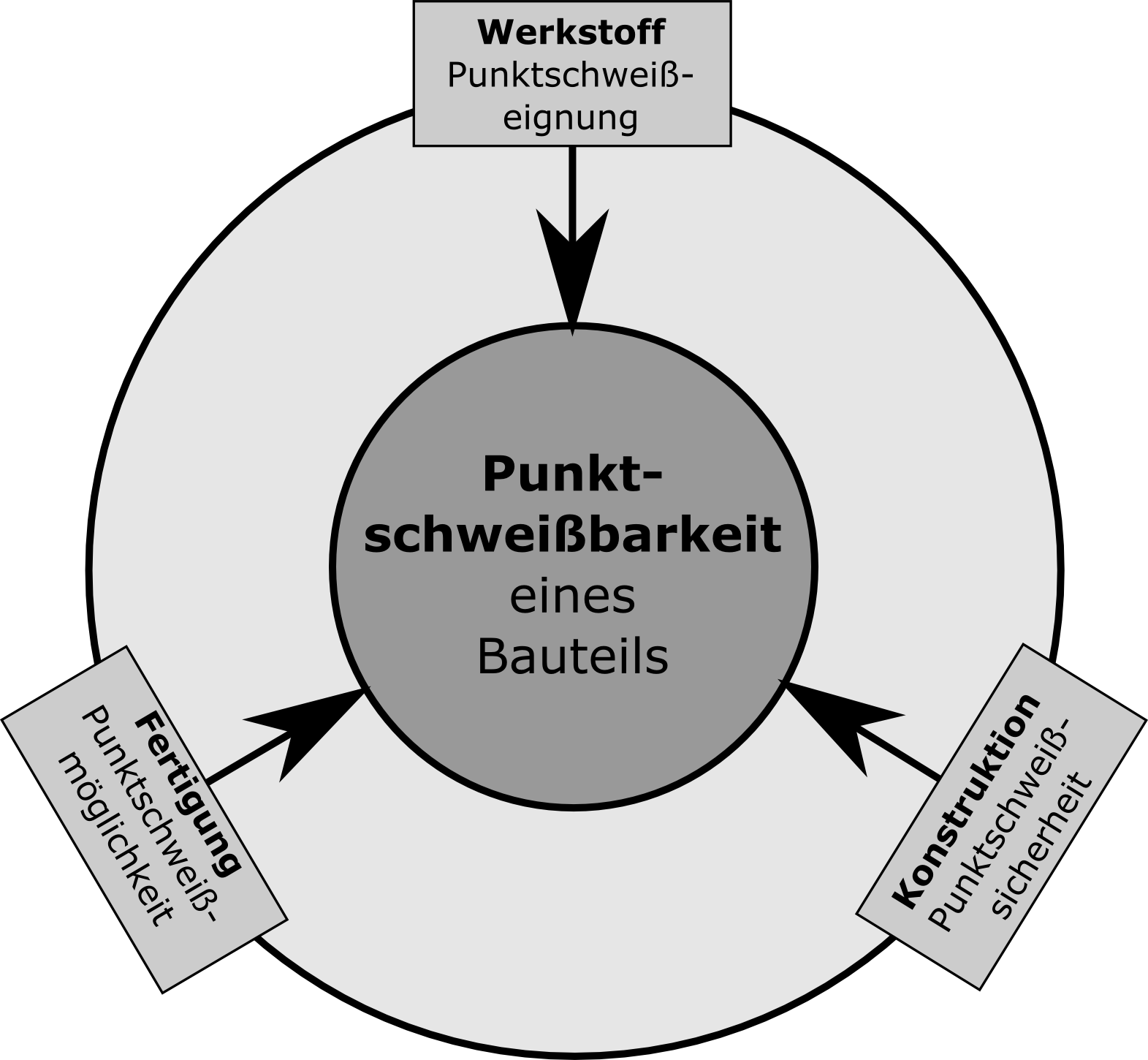
Darstellung der Schweißbarkeit nach DVS 2902-1

Schweißbarkeit ist ein zentraler Begriff der Schweißtechnik, der eine Aussage für das Erreichen der geforderten Qualität eines geschweißten Bauteils durch Schweißfertigung macht. Die Schweißbarkeit eines Bauteils  ist verfahrensabhängig. Schweißbarkeit ist die Fähigkeit eines Bauteils aus bestimmtem Material, unter gegebenen Fertigungsbedingungen und konstruktiven Voraussetzungen so geschweißt zu werden, dass es seine bestimmungsmäßigen Aufgaben über die Gebrauchsdauer erfüllen kann. 
Die Schweißbarkeit eines Bauteiles ist von drei gleichrangigen Einflussgrößen abhängig:
Schweißeignung bezieht sich auf die Werkstoffeigenschaften und ist die Werkstoffeignung zur Anwendung bestimmter Schweißverfahren. Hier werden die technologischen Eigenschaften, das chemische Verhalten und die mechanischen Gütewerte des zu schweißenden Werkstoffes berücksichtigt. Der Begriff  "Schweißbarkeit" wird oft auf diese Werkstoffeigenschaft reduziert.
Je weniger die Materialeigenschaften die Schweißbarkeit unter Beachtung der sonstigen Gegebenheiten beeinflussen, umso besser ist die Schweißeignung eines Materials.
Schweißmöglichkeit bezieht sich auf die Fertigungsmöglichkeiten. Darunter werden die einzelnen Fertigungsverfahren, Fertigungsmittel, Gütesicherung, Steuerung und auch der Arbeitsschutz betrachtet. Gute Schweißmöglichkeiten sind unter den bestehenden Fertigungsprozeduren gegeben, wenn die Schweißungen an einem Bauteil problemlos ausgeführt werden können.
Schweißsicherheit bezieht sich auf die konstruktiven Einflussgrößen. Es muss zum einen die Funktionssicherheit gewährleistet sein, zum anderen soll die Dimensionierung den zu erwartenden Beanspruchungen und Spannungen entsprechen.
Hohe Schweißsicherheit einer Konstruktion ist gegeben, wenn das Bauteil unter gegebenen Material- und  Fertigungsbedingungen wenig durch die Konstruktionseinflüsse beim Schweißen beeinträchtigt wird.

## Widerstandspunktschweißen
Für das Widerstandspunktschweißen wird im DVS-Merkblatt 2902-1 definiert: "Punktschweißbarkeit eines Bauteils ist gegeben, wenn eine der Beanspruchung genügende Punktschweißverbindung bei Beachtung eines geeigneten Fertigungsablaufs erreicht werden kann".
Da unterschiedlichste Werkstoffe und Werkstoffkombinationen mit dem Widerstandspunkt- oder -buckelschweißen in unterschiedlichsten Abmessungen miteinander verbunden werden, ist die Schweißeignung der jeweiligen Werkstoffe von zentraler Bedeutung. Zur qualitätsgerechten Herstellung einer Widerstandspunktschweißverbindung ist die Wahl eines angepassten Schweißverfahrens (Wechsel- oder Gleichstrom), einer geeigneten Stromquelle, der zweckmäßigen Parametrierung und der Anwendung angepasster Elektroden (-werkstoffe und -form) unumgänglich. Somit sind die "Schweißeignung" und die "Schweißmöglichkeit" in engem Zusammenhang zu betrachten, wenn eine Aussage zur Schweißbarkeit getroffen wird. Ebenso wichtig ist die Berücksichtigung der konstruktiven Gegebenheiten. Diese Zusammenhänge lassen sich in sogenannten Ursache-Wirkungs-Diagrammen zusammenhängend darstellen.
Kriterien für die Schweißbarkeit beim Widerstandspunkt- und Buckelschweißen sind:
- der Schweißbereich,
- die Elektrodenstandzeit,
- die Materialaushärtung, die Oberflächenbeschaffenheit, innere Risse, Poren, Hohlräume und andere Ungänzen,
- Festigkeit der Schweißverbindung unter gegebenen Belastungen,
- Bruchbildung unter gegebenen Belastungen,
- Widerstandsfähigkeit gegenüber Beanspruchungen während der Bauteilnutzung durch Korrosion, Feuchtigkeit, Temperatur.[2]